# Hermann Reichenspurner
Hermann Christoph Konrad Reichenspurner (* 20. April 1959 in München) ist ein deutscher Mediziner. Er ist Professor für Herzchirurgie und Direktor der Klinik und Poliklinik für Herz- und Gefäßchirurgie am Universitätsklinikum Hamburg-Eppendorf.

## Werdegang
Aufgewachsen als Sohn eines Drogisten, war Reichenspurner in seiner Jugend ein begeisterter Reiter, auch sang er im ergänzenden Chor der Bayerischen Staatsoper in München. Zunächst wollte er Opernsänger werden. Er besuchte das Münchner Wilhelms-Gymnasium, danach studierte er von 1979 bis 1985 an der Ludwig-Maximilians-Universität München Medizin. Von 1987 bis 1989 arbeitete Reichenspurner am Groote Schuur and Red Cross Childrens Hospital der Universität Kapstadt in Südafrika. Es folgte seine Ausbildung in der Chirurgie und später in der Herzchirurgie in Traunstein und in München. 1994 erwarb er die Approbation auch in den USA und arbeitete zwei Jahre lang in der Herzchirurgie der Stanford University in Kalifornien, wo er sich auf das Gebiet von Herz- und Lungentransplantationen spezialisierte. 1996 wurde Reichenspurner Vize-Direktor am Universitätsklinikum der TU Dresden, bevor er als Professor zurück an die LMU nach München wechselte. 2001 folgte er dem Ruf nach Hamburg, wo Reichenspurner seitdem Direktor der Klinik und Poliklinik für Herz- und Gefäßchirurgie ist.

## Wissenschaftliche Arbeit
Reichenspurner ist Autor zahlreicher Originalarbeiten in Zeitschriften und Sammelbänden sowie Verfasser mehrerer Monographien und Lehrbuchtexte. Zu seinen Forschungs- und Tätigkeitsschwerpunkten gehören die minimal-invasive Herzchirurgie, die Aortenchirurgie, der Einsatz von Kunstherzsystemen sowie die Transplantation von Herz und Lunge. Reichenspurner ist in vielen nationalen und internationalen Fachgesellschaften aktiv, darunter in der International Society for Heart and Lung Transplantation.

## Privates
Reichenspurner ist seit 2018 mit dem US-amerikanischen Choreografen und Ballettdirektor John Neumeier verheiratet. Beide leben in Hamburg.

## Sonstiges
Immer wieder meldet sich Reichenspurner auch zu allgemeinen Themen der Medizin und des Gesundheitssystems zu Wort. So forderte er etwa bessere Arbeitsbedingungen und höhere Entlohnungen für Pflegekräfte oder mahnte politisches Handeln im Bereich der Organspende an. Unabhängig davon war er möglicherweise in zentraler Funktion in den Lungentransplantationsskandal in Hamburg involviert, da ihn die Bundesärztekammer aus all seinen Ämtern entfernte: „Die Bundesärztekammer teilte mit, Reichenspurner sei aus seinen Ämtern in der ‚Ständigen Kommission Organtransplantation‘ vorzeitig ‚verabschiedet worden‘“.

## Lungentransplantationsskandal in Hamburg am UKE
Am 4. Mai, 7. Juli und 13. November 2015 wurde das Lungentransplantationsprogramm des Universitätsklinikums Hamburg-Eppendorf (UKE) geprüft. In 14 von insgesamt 25 überprüften Fällen wurden falsche Blutgaswerte angegeben, ohne dass der sehr kritische Gesundheitszustand, den diese Daten implizieren, nachvollzogen werden konnte. Das UKE legte keine Intensivverlaufskurven eigener Patienten vor, trotz mehrfacher Aufforderung durch die Kommission. Ferner kam das UKE als für die Listenführung zuständiges Zentrum nicht seiner Pflicht zu ordnungs- und sachgemäßer Wartelistenmeldung nach. Als ganz erhebliches, in diesem Ausmaß bei keiner anderen Zentrumsprüfung vorgekommenes Hindernis der Überprüfung der Richtlinienkonformität der „High Urgency“-Meldungen (n=12) erwies sich, dass ganz überwiegend keine und in den übrigen Fällen nur Originalakten mit wenigen Kurvenblättern und Originalbefunden vorgelegt werden konnten.
„Der Ruf nach ‚besserer Kontrolle‘ holt Reichenspurner nun ein. Denn als Konsequenz aus dem Göttinger Skandal wurde die ‚Prüfungs- und Überwachungskommission‘ erst geschaffen. ‚Ganz außergewöhnlich‘ finden die Experten der Kommission, dass die Akten von Transplantationspatienten auf dem Weg von Großhansdorf ins UKE abhanden gekommen sein sollen. ‚Trotz mehrfacher und eindringlicher Bitten der Kommission, nach dem Verbleib der Akten sowohl in der LungenClinic als auch im UKE zu forschen, konnten die Originaldokumente bis jetzt nicht zur Verfügung gestellt werden‘, heißt es in dem Bericht.“, stellt sich schon eine fundamentale Vertrauensfrage. „In Fachkreisen ist der Ärger groß. Als „außerordentlich misslich“ bezeichnet der Transplantationsmediziner Axel Haverich die Hamburger Tricksereien. Haverich leitet das Transplantationszentrum in Hannover. Seine Einrichtung wurde ebenfalls von der Kommission geprüft – ohne Beanstandungen. Ihm hatte Reichenspurner den Rang ablaufen wollen. Haverich fürchtet, dass der neue Skandal die eh nur mäßige Bereitschaft zur Organspende noch dämpfen werde. Vertrauensbrüche könne sich das Fach nicht leisten. Kaum kann Haverich sich die Forderung verkneifen, das Hamburger Lungentransplantationsprogramm zu beenden. Ein solches Fachzentrum brauche ein entsprechendes Qualitätsmanagement, und das sei „im UKE offensichtlich nicht vorhanden“.“
Der Zusammensetzung der Prüfungskommissionen gemäß § 11 Abs. 3, S. 4 TPG ist zu entnehmen, dass in den Jahren 2014 und 2015, als auch die Transplantationszentren in Hamburg und München Großhadern geprüft wurden (Jahre 2010 bis 2012), sowohl Hermann Reichenspurner (als Organsachverständiger Berater) als Leiter des betroffenen Lungentransplantationszentrums am UKE als auch Bruno Meiser (für die Stiftung Eurotransplant) als Leiter des Transplantationszentrums der Universitätsklinik Großhadern Mitglieder der Prüfungskommissionen waren. Da München zeitlich vor Hamburg geprüft wurde, lässt sich vermuten, warum es zu einer lückenhaften Dokumentationslage bzw. fehlender Originalakten in Hamburg kam.